# Capitophorus litanensis
Capitophorus litanensis är en insektsart. Capitophorus litanensis ingår i släktet Capitophorus och familjen långrörsbladlöss. Inga underarter finns listade i Catalogue of Life.